# سوشیهیرو ساتاکه
آنتونیو ساتاکه (پرتغالی برزیلی: Soshihiro Satake) با نام اصلی سوشیهیرو ساتاکه جودوکار و استاد جوجوتسو  ژاپنی‌تبار اهل برزیل بود. وی یکی از استادان لوئیس فرانسا بود و بعدها در کنار جیو اوموری و میتسویو مائدا ورزش جوجیتسو برزیلی را بنیان نهادند. وی یکی از پیشگامان ورزش جودو در برزیل، بریتانیا و برخی کشورها بود.
ساتاکه کارش را با کشتی سومو آغاز کرد و پس از آن به «آکادمی جودوی کودوکان» پیوست و یادگیری جودو و جوجوتسو را زیر نظر کانو جیگورو فرا گرفت و در رقابت‌هایی جودو برای تیم مؤسسه جودو کودوکان شرکت کرد.